# FC Rapid Ghidighici
FC Rapid Ghidighici was een Moldavische voetbalclub uit Ghidighici, een dorp aan de rand van Chișinău.
CSA Victoria Cahul werd in 1992 opgericht. Hierna werd onder de namen CSCA-Agro Stauceni en CSCA-Steaua Chișinău gespeeld en ten slotte als  FC Rapid Ghidighici. In 2008 is CSCA-Rapid Chișinău ontstaan uit een fusie tussen FC Rapid Ghidighici (de opvolger van Steaua Chișinău) en FC CSCA-Rapid Chișinău. In 2011 ging de club weer verder als FC Rapid Ghidighici. Na het seizoen 2013/14 kreeg de club geen licentie meer.

## Erelijst
- Divizia A: 2003/04
- Divizia B: 1993/94
- Moldavische voetbalbeker
  - finalist: 2011/12